# 홍순학
홍순학(洪淳學, 1980년 9월 19일 ~ )은 대한민국의 축구 선수로서 포지션은 미드필더이다. 현재 일본 풋볼 리그의 FC 오사카 소속이다.

## 개요
연세대학교를 졸업하였다. 문제가 생긴 수비 지역을 잘 지키며 미드필더의 핵심적인 역할을 수행해 '홍반장'이라는 별명이 붙었다.

## 축구인 생활

### 선수 생활
2003년 대구 FC의 창단 멤버로 입단하여 2004년 K리그 도움상을 수상하였다. 2006년 오스트리아 분데스리가의 그라츠 AK로 이적하여 활약하였고, 2007년 2월 K-리그의 수원 삼성 블루윙즈로 이적하여, 2008년 K-리그 우승 등에 공헌하였다.

### 국가 대표 생활
2005년 8월 7일 대구에서 열린 동아시아 축구선수권대회 일본전에서 A매치 데뷔전을 치러, 대구 FC가 배출한 첫 번째 국가대표 선수가 되었다. 대구 FC 최초의 월드컵 출전 선수는 13년 후에 열린 2018년 FIFA 월드컵의 국가대표팀 주전 골키퍼 조현우다.

## 경력

### 선수 경력
- 2003년 ~ 2005년  대구 FC
- 2006년 ~ 2007년  그라츠 AK
- 2007년 ~ 2014년  수원 삼성 블루윙즈
- 2015년  고양 Hi FC
- 2016년 ~  페르시자 자카르타

## 수상

### 개인
- 2004년 K-리그 도움왕 수상

### 클럽

#### 수원 삼성 블루윙즈
- K-리그 우승 1회 (2008년)
- FA컵 우승 1회 (2009년)
- 삼성 하우젠 컵 우승 1회 (2008년)
- 팬퍼시픽 챔피언십 우승 1회 (2009년)

## 학력
- 명덕초등학교
- 배재중학교
- 배재고등학교